# Кайзер, Отто (унтер-офицер СС)
Отто Генрих Кайзер (нем. Otto Heinrich Kaiser; 3 декабря 1913, Айленбург, Германская империя — 17 августа 1996, Бергиш-Гладбах, Германия) — нацистский военный преступник, обершарфюрер СС, служивший в концлагерях Заксенхаузен и Штуттгоф.

## Биография
Отто Кайзер родился 3 декабря 1913 года в семье столяра на фабрике по производству фортепиано Пауля Кайзера и его супруги Минны. С 1920 года посещал народную и потом среднюю школу в Айленбурге. В 1928 году бросил среднюю школу и стал учеником слесаря на чугунолитейном и машиностроительном заводе  в Айленбурге. В 1932 году завершил обучение на слесаря, сдав экзамен на подмастерье. В июле 1932 года связи с мировым экономическим кризисом стал безработным.
В октябре 1934 года был зачислен в ряды СС. В том же году присоединился к штандарту СС «Эльба» в Преттине, который принадлежал концлагерю Лихтенбург. В 1937 году был откомандирован в концлагерь Бухенвальд в штандарт СС «Мёртвая голова» «Тюрингия». 1 мая 1937 года вступил в НСДАП (билет № 4293138). В июне 1938 года был прикомандирован к штандарту СС «Бранденбург» в Ораниенбурге, который составлял охрану концлагеря Заксенхаузен.
1 октября 1938 года поступил на службу в штаб комендатуру концлагеря Заксенхаузен, где был назначен блокфюрером в «маленьком лагере», отделённой от остального лагеря области для еврейских заключённых. В ноябре 1940 года участвовал в убийстве 33 поляков. Осенью 1941 года принимал участие в уничтожении советских военнопленных. В лагере у него была репутация одного из самых жестоких и безжалостных служащих СС.
С 28 декабря 1942 по 2 февраля 1943 года служил в концлагере Штуттгоф, где был рапортфюрером. В феврале 1943 года был откомандирован для прохождения военной подготовки в танковой запасной полк СС. Кайзер воевал в составе 10-й танковой дивизии СС «Фрундсберг»  на Восточном фронте и незадолго до конца войны — на Западном фронте, был ранен в Нормандии.
15 мая 1945 года в Эгере попал в американский плен, но потом был передан британским властям. С 25 июня 1946 по 14 февраля 1948 года был интернирован. 17 февраля 1948 года был освобождён и нашел работу лесоруба в Айфеле. 12 июля 1948 года был приговорён денацификационной палатой в Реклингхаузене к трём месяцам заключения за принадлежность к преступным организациям. В 1948 году переехал в Бергиш-Гладбах и с января 1953 года и до своего ареста 6 марта 1961 года, где работал на литейно-металлургическом заводе. 28 мая 1965 года был приговорён земельным судом Кёльна к 15 годам тюремного заключения за покушение на убийство в 6 случаях. На втором судебном разбирательстве в Кёльне 20 апреля 1970 года был приговорён к пожизненному тюремному заключению. 2 августа 1972 года приговор был утверждён Федеральным верховным судом ФРГ. Наказание отбывал в тюрьме города Ремшайд. 4 апреля 1988 года был освобождён досрочно. Умер в 1996 году.